# Narguis (film)
Pour les articles homonymes, voir Nargis (homonymie).
Narguis (en russe : Наргис) est un film d'animation soviétique de Vladimir Polkovnikov, sorti en 1965,. Il est adapté de Kashmir qūshighi [Chant cachemire] de Sharof Rashidov.

## Fiche technique
- Titre : Narguis / Наргис
- Réalisation : Vladimir Polkovnikov
- Directeur artistique : Aleksandr Volkov
- Photographie : Mikhaïl Drouïan
- Scénario : Nikolaï Klado, Viktor Vitkovitch
- Compositeur : Aleksandr Varlamov
- Son : Boris Filtchikov
- Production : Soyouzmoultfilm
- Pays d'origine : URSS
- Genre : film d'animation
- Format : couleur
- Durée : 19 minutes
- Sortie : 1965

## Distribution
- Roza Makagonova : Narguis
- Alekseï Konsovski : Souria
- Erast Garine : Khoroude
- Elena Ponsova : vieille femme
- Boris Ivanov :  Bambour
- Klara Roumianova : fleur rouge